# Väärä Kuikkalampi
Väärä Kuikkalampi, Neljäs Kuikkalampi, Kolmas Kuikkalampi och Ylimmäinen Kuikkalampi, eller Kuikkalammit är sjöar i Finland. De ligger i kommunen Kuusamo i landskapet Norra Österbotten, i den nordöstra delen av landet, 700 km norr om huvudstaden Helsingfors. Väärä Kuikkalampi ligger 260 meter över havet. Arean är 15,6 hektar och strandlinjen är 2,75 kilometer lång. Sjön  ingår i Kems huvudavrinningsområde. 